# كتابة فولانية
تكتب اللغة الفولانية بثلاث أصناف من الحروف: الحروف العربية وتسمى الخط العجمي وخط أدلم والحروف اللاتينية.

## الخطوط الأخرى
اقترح استعمال حروف نكو لكتابة لغة البولار في غينيا.